# Kathleen York
Kathleen York, dite Bird York, est une actrice, chanteuse et scénariste américaine.

## Biographie
Kathleen gagna de la notoriété en tant que chanteuse et grâce à sa chanson In the Deep incluse dans l'album Wicked Little High écrite pour le film de 2004, Collision, qui fut propulsée à la 64e place dans les charts et qui permit d'être nommé aux Oscars du cinéma 2005 pour la meilleure chanson, le 5 mars 2006.
Ses chansons furent utilisées dans des séries telles que Nip/Tuck, Les Experts : Manhattan, Dr House, Dernier Recours ou encore Everwood et American Wives.
En tant qu'actrice, Kathleen a joué dans de nombreuses productions télévisées comme Love Can Build a Bridge avec Naomi Judd, À la Maison-Blanche, Les Chemins du cœur et a joué dans des films tels que Collision, Sister Island, Les Joies du mariage ou Footsteps. Elle sera présente dans le film de 2007, Sublime avec entre autres Tom Cavanagh. De plus, elle a prêté ses chansons pour trois des films auxquels elle a participé.

## Filmographie

### Cinéma
- 1984 : Protocol de Herbert Ross : Charmaine
- 1987 : Winners Take All : Judy McCormick
- 1988 : Astronomy : La Mère
- 1989 : Checking Out de  David Leland : Diana
- 1989 : Cold Feet : Laura Latham
- 1990 : Flashback : Sparkle
- 1990 : Je t'aime à te tuer (I Love You to Death) : Dewey Brown
- 1991 : À cœur vaillant rien d'impossible (Wild Hearts Can't Be Broken) de Steve Miner : Marie
- 1991 : Sister Island
- 1994 : Une épouse trop parfaite (Dream Lover) : Martha
- 1997 : Dead Men Can't Dance : Victoria Elliot
- 2001 : Les Joies du mariage (The Big Day) : Pam
- 2004 : Collision (Crash) : Officier Johnson
- 2007 : Sublime : Jenny
- 2008 : Ball Don't Lie : Mrs. Smith
- 2010 : Footsteps : Megan
- 2014 : Night Call : Jackie

### Télévision
- 1984 - 1985 : Dallas (Série TV) : Betty petite
- 1985 : Pas mon enfant (Not My Kid) (Téléfilm) : Linda
- 1985 : Our Family Honor (Série TV) : Teri
- 1985 : This Child Is Mine (Téléfilm) : Janet Rasnick
- 1985 : Chase (Téléfilm) : Darlene
- 1986 : Simon et Simon (Simon & Simon) (Série TV) : Alison Baker
- 1986 : La Dernière cavale (Téléfilm) : Louise
- 1987 : The Alamo: Thirteen Days to Glory (en) (Téléfilm) : Mrs. Susannah Dickinson
- 1988 : Aaron's Way: The Harvest (Téléfilm) : Susannah Lo Verde
- 1988 : Aaron's Way (Série TV) : Susannah Lo Verde
- 1989 : Les Contes de la crypte (Tales from the Crypt) (Série TV) : Coralee
- 1991 : Veronica Clare (en) (Série TV)
- 1992 : Darkman (Téléfilm) : Jenny
- 1993 : Key West (Série TV) : Star
- 1993 : Les Parents que j'ai choisis (Gregory K) (Téléfilm) : Rachel Kingsley
- 1993 : Love, Lies & Lullabies (Téléfilm) : Terry
- 1993 : The John Larroquette Show (Série TV) : Lisa
- 1995 : Naomi & Wynonna: Love Can Build a Bridge (en) (Téléfilm) : Naomi Judd
- 1995 - 1996 : Murder One (Série TV) : D.D.A. Cheryl Dreyfus
- 1996 : Au cœur du scandale (A Season in Purgatory) (Téléfilm) : Claire Rafferty
- 1996 : Nightjohn (en) (Téléfilm)
- 1997 : To Dance with Olivia (Téléfilm) : Aurora Watling
- 1997 : Les Chemins du cœur (Northern Lights) (Téléfilm) : Daphne
- 1998 : Icebergs: The Secret Life of a Refrigerator (Téléfilm)
- 1998 : The Practice : Bobby Donnell et Associés (Série TV) : Sharon
- 1998 - 1999 : Ultime Recours (Vengeance Unlimited) (Série TV) : K.C. Griffin
- 2001 : Associées pour la loi (Family Law) (Série TV) : Anna Antenelli
- 2001 : Larry et son nombril (Curb Your Enthusiasm) (Série TV) : Une masseuse
- 2002 : Philly (Série TV)) : Paula Harper
- 2002 : For the People (Série TV))
- 2002 : Le Protecteur (The Guardian) (Série TV) : Janine Crane
- 2003 : Miss Match (Série TV) : Dr Jenna Fuller
- 2005 : Soccer Moms (Téléfilm)
- 2005 : Newport Beach (The O.C.) (Série TV) : Renée Wheeler
- 2005 : Méthode Zoé (Wild Card) (Série TV) : Susan
- 2006 : A House Divided (Téléfilm) : First Lady Susan Russell
- 2006 : Derniers Recours (In Justice) (Série TV) : Jordana Locallo
- 2006 : Malcolm (Malcolm in the Middle) (Série TV) : Ellie (Saison 7, Épisode 13)
- 2006 : Fatal Desire (Téléfilm) : Paula
- 2006 : À la Maison-Blanche (The West Wing) (Série TV) : Andrea Wyatt
- 2006 : Desperate Housewives (Série TV) : Monique Pollier
- 2007 : NCIS : Enquêtes spéciales (NCIS) (Série TV) : Stephanie Flynn
- 2007 : Ghost Whisperer (Série TV) : Vivian Sembrook
- 2007 : Shark (Série TV) : Jillian Parks
- 2007 : Dr House (House M.D.) (Série TV) : Dr Schaffer
- 2008 : Une leçon de vie : Diane
- 2009 : Les Experts (CSI: Investigation) (Série TV) : A.D.A. Hardt
- 2010 : Chase (Série TV) : Ellen Mays
- 2010 : The Glades (Série TV) : Dr Britney Newhall
- 2012 : The Client List (Série TV) : Jolene
- 2012 : Les Experts : Manhattan (Série TV) : Krista DiBello (Saison 9, Épisode 6)
- 2013 : Bones (Série TV) : Marianne Thorn
- 2013 : Revenge (Série TV) : Sheila Lurie
- 2014 : True Blood : Madeline Kapneck
- 2014 : Jane the Virgin (Série TV) : Angelique Harper

## Discographie
- 1999 : Bird York, (Blissed Out Records)
- 2005 : The Velvet Hour, (Blissed Out Records)
- 2006 : Wicked Little High, (EMI)
- 2008 : Have No Fear, (Blissed Out Records)

## Récompenses et nominations

### Nominations
- 2006 : Oscars du cinéma 2005 : Meilleure chanson avec In the Deep pour le film Collision